# Puchar Serbii i Czarnogóry w piłce nożnej mężczyzn
Puchar Serbii i Czarnogóry w piłce nożnej (serb. Куп Србије и Црне Горе у фудбалу / Kup Srbije i Crne Gore u fudbalu)  – rozgrywki piłkarskie o charakterze pucharu krajowego w Serbii i Czarnogórze (do 2002 zwanej Federalna Republika Jugosławii, po raz pierwszy zorganizowany w 1991 roku, a rozwiązany w 2006.

## Format
Format tego turnieju nie różnił się w ogóle od formatu rozgrywek Puchar Jugosławii. Jedyną różnicą była zmiana nazwy. W turnieju występowały kluby z Serbii i Czarnogóry i był zdominowany przez serbskie kluby. Prowadzono jeden lub dwa mecze na boisku jednej z walczących drużyn. Turniej był rozgrywany systemem jesień - wiosna, przy czym najlepsze zespoły jugosłowiańskich mistrzostw startowali dopiero w 1/16 finału. Od 1991 roku zwycięzca otrzymywał prawo do gry w Pucharze Zdobywców Pucharów. Jeżeli zdobywca Pucharu również wygrywał mistrzostwo kraju (tak zwany "dublet"), to jego miejsce w Pucharze Zdobywców Pucharów zajmował finalista Pucharu.

## Historia
Po rozpadzie Jugosławii w 1991 roku startowały pierwsze oficjalne rozgrywki o Puchar Federalnej Republiki Jugosławii. Wcześniej od 1946 do 1991 w Socjalistycznej Federacyjnej Republice Jugosławii rozrywany był turniej o Puchar Marszałka Tito. Pierwszy finał rozegrano 13 i 20 maja 1992 roku. W tym meczu Partizan Belgrad pokonał 1:0 i 2:2 Crveną Zvezdę. Od 1999 roku finały składały się z jednego meczu i odbywały się zawsze w Belgradzie.
Najbardziej utytułowany klub to Crvena Zvezda, który wygrywał trofeum 9 razy.

## Nazwy
- 1991–2002: Puchar Jugosławii w piłce nożnej (serb. Куп СР Југославије у фудбалу / Kup SR Jugoslavije u fudbalu)
- 2002–2006: Puchar Serbii i Czarnogóry w piłce nożnej (serb. Куп Србије и Црне Горе у фудбалу / Kup Srbije i Crne Gore u fudbalu)

## Finały
| Sezon     | Zdobywca              | Wynik                 | Finalista               | Stadion                                                    | Uwagi                 |
| --------- | --------------------- | --------------------- | ----------------------- | ---------------------------------------------------------- | --------------------- |
| 1991/1992 | Partizan Belgrad      | 0:1 2:2               | Crvena zvezda Belgrad   | Stadion Crvena zvezda, Belgrad Stadion Partizana, Belgrad  | 13.05.1992 20.05.1992 |
| 1992/1993 | Crvena zvezda Belgrad | 0:1 1:0 pd. 5:4 karne | Partizan Belgrad        | Stadion Partizana, Belgrad Stadion Crvena zvezda, Belgrad  |                       |
| 1993/1994 | Partizan Belgrad      | 3:2 6:1               | Spartak Subotica        | Gradski stadion, Subotica Stadion Partizana, Belgrad       |                       |
| 1994/1995 | Crvena zvezda Belgrad | 4:0 0:0               | Obilić Belgrad          | Stadion Crvena zvezda, Belgrad Stadion FK Obilić, Belgrad  |                       |
| 1995/1996 | Crvena zvezda Belgrad | 3:0 3:1               | Partizan Belgrad        | Stadion Crvena zvezda, Belgrad Stadion Partizana, Belgrad  | 08.05.1996 15.05.1996 |
| 1996/1997 | Crvena zvezda Belgrad | 0:0 1:0               | Vojvodina Nowy Sad      | Stadion Karađorđe, Nowy Sad Stadion Crvena zvezda, Belgrad | 07.05.1997 21.05.1997 |
| 1997/1998 | Partizan Belgrad      | 0:0 2:0               | Obilić Belgrad          | Stadion FK Obilić, Belgrad Stadion Partizana, Belgrad      | 06.05.1998 13.05.1998 |
| 1998/1999 | Crvena zvezda Belgrad | 4:2                   | Partizan Belgrad        | Stadion Crvena zvezda, Belgrad                             | 26.06.1999            |
| 1999/2000 | Crvena zvezda Belgrad | 4:0                   | Napredak Kruševac       | Stadion Crvena zvezda, Belgrad                             | 10.05.2000            |
| 2000/2001 | Partizan Belgrad      | 1:0                   | Crvena zvezda Belgrad   | Stadion Crvena zvezda, Belgrad                             | 09.05.2001 (30.000)   |
| 2001/2002 | Crvena zvezda Belgrad | 1:0                   | Sartid Smederevo        | Stadion Partizana, Belgrad                                 | 29.05.2002 (15.000)   |
| 2002/2003 | Sartid Smederevo      | 1:0 pd.               | Crvena zvezda Belgrad   | Stadion Partizana, Belgrad                                 | 29.05.2003 (8.000)    |
| 2003/2004 | Crvena zvezda Belgrad | 1:0                   | Budućnost Banatski Dvor | Stadion Partizana, Belgrad                                 | 12.05.2004 (10.000)   |
| 2004/2005 | Železnik Belgrad      | 1:0                   | Crvena zvezda Belgrad   | Stadion Partizana, Belgrad                                 | 24.05.2005 (7.000)    |
| 2005/2006 | Crvena zvezda Belgrad | 4:2 pd.               | OFK Belgrad             | Stadion Partizana, Belgrad                                 | 10.05.2006 (10.757)   |

## Statystyki
| Lp. | Klub                    | Zdobywca | Finalista | Lata triumfów                                                                   |
| --- | ----------------------- | -------- | --------- | ------------------------------------------------------------------------------- |
| 1.  | Crvena zvezda Belgrad   | 9        | 4         | 1992/93, 1994/95, 1995/96, 1996/97, 1998/99, 1999/00, 2001/02, 2003/04, 2005/06 |
| 2.  | Partizan Belgrad        | 4        | 3         | 1991/92, 1993/94, 1997/98, 2000/01                                              |
| 3.  | Sartid Smederevo        | 1        | 1         | 2002/03                                                                         |
| 4.  | Železnik Belgrad        | 1        |           | 2004/05                                                                         |
| 5.  | Obilić Belgrad          |          | 2         |                                                                                 |
| 6.  | Budućnost Banatski Dvor |          | 1         |                                                                                 |
|     | Napredak Kruševac       |          | 1         |                                                                                 |
|     | OFK Belgrad             |          | 1         |                                                                                 |
|     | Spartak Subotica        |          | 1         |                                                                                 |
|     | Vojvodina Nowy Sad      |          | 1         |                                                                                 |